# Liparetrus marginipennis
Liparetrus marginipennis är en skalbaggsart som beskrevs av Blanchard 1850. Liparetrus marginipennis ingår i släktet Liparetrus och familjen Melolonthidae. Inga underarter finns listade i Catalogue of Life.